# Природний парк Муреська заплава
Природний парк «Муреська заплава» (рум. Parcul Natural Lunca Mureşului) — природний парк на заході Румунії в долині річки Муреш. Займає площу 17455 га, простягається від західних передмість міста Арад вздовж річки Муреш до кордону з Угорщиною. Заснований 2005 року. Головною метою природного парку є захист і збереження природного середовища і ландшафтного різноманіття регіону. Екосистема на території парку є типовою для водно-болотних угідь, з проточними водами, озерами, болотами та заплавами, з лісами, територія природного парку є важливим місцем для міграції та гніздування майже 200 видів птахів і піддається періодичним повеням (вони трапляються зазвичай кожні три роки). Парк існує під Рамсарською конвенцією і є ділянкою європейської мережі Природа 2000.
Природний парк «Муреська заплава» межує з національним парком Кьорьош-Марош в Угорщині.

## Загальний опис
Природний парк «Муреська заплава» складається з великого різномаїття екосистем. Тут є лукіи, заплаи, ліси, сільськогосподарські угіддя — ріллі і пасовища, і близько 40 островів на річці Муреш. Лісові екосистеми біля старих русел річки, що постійно або тимчасово пов'язані з річкою Муреш, є одними з небагатьох прикладів такого середовища існування, яке залишається в Європі. Нинішній ландшафт зазнає змін внаслідок забруднення долини та сільське господарство. Оскільки нижня пойма обмежена греблями і високими терасами, вона підпорядковується всім вигодам і збиткам, спричиненим паводками, наприклад, висиханням місць існування в роки низького течії і витоку води під час повені. Порушення в екосистемі Муреської заплави викликає також надмірний випас худоби, а також браконьєрство риби, а також висадкою інтродукованих дерева, особливо клену яснолистого. Основною діяльністю людини є видобуток нафти та деревини, а також сільське господарство — рільництво та випас овець і великої рогатої худоби.

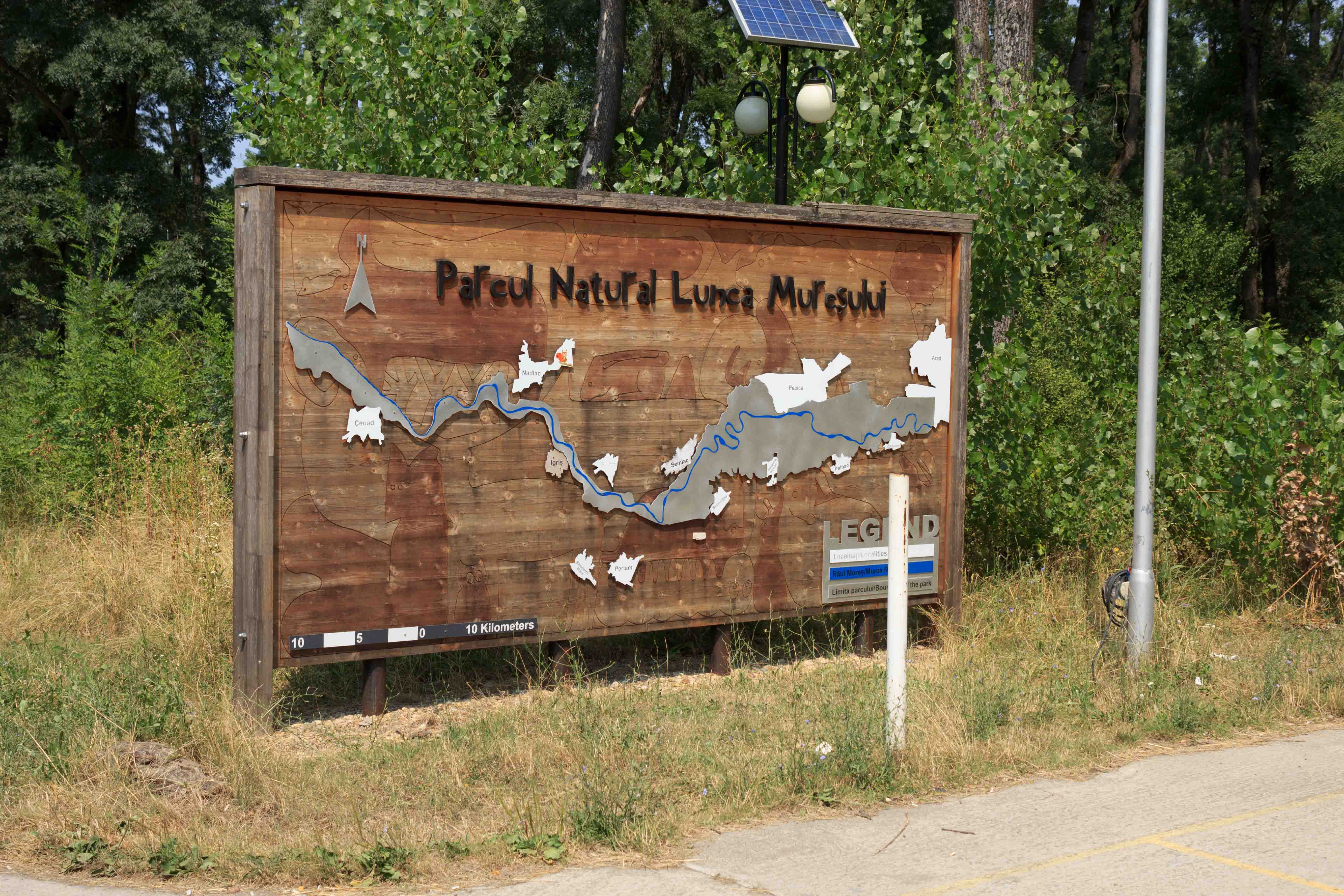
Інформаційний стенд з мапою у природному парку.

Територія парку лежить у помірному континентальному кліматі з теплим літом і помірними зимами. Середньорічна температура повітря становить 10,5 °C, а середньорічна кількість опадів — 550 мм.
Серед багатьох археологічних пам'яток, розташованих на території природного парку — укріплене поселення «Сантул Маре», що датується бронзовим віком. Тут розташовані також старі монастирі Ходош-Бодрог та Бездін.

## Флора
На території природного парку ростуть 1000 видів і підвидів деревних і трав'янистих рослин. Багато рослин в області потребують періоду паводків, щоб прорости і споживати свіжорозчинені поживні речовини у воді. Окрім трав'янистих видів, вирощених на орних землях або високих берегах, спонтанна флора часто трапляються у таких видів, як: куничник наземний (Calamagrostis epigeios), пирій повзучий (Agropyron repens), полин звичайний (Artemisia vulgaris), жабник польовий (Filago arvensis).
Пасовища складаються з асоціацій рослин родів костриця (Festuca), тонконіг (Poa), пажитниця (Lolium), мітлиця (Agrostis), конюшина (Trifolium), молочай (Euphorbia), подорожник (Plantago). Є райони, більш-менш розтягнуті, де трапляються рідкісні або зникаючі трав'яні види. Так, були зафіксовані рідкісні екземпляри рястки Буше (Ornithogalum boucheanum), рястки виду Ornithogalum pyramidale, синяка виду Echium italicum (близько 100 екземплярів у південно-західній частині міста Печка, у місцині під назвою Шанцул-Маре (рум. Şanţul Mare)).
Велика кількість рослин входить до Червоного списку вищих рослин Румунії як вразливі або рідкісні види: деревій виду Achillea thracica, водяний різак (Stratiotes alloides), кукіль звичайний (Agrostemma githago), осот виду Cirsium brachycephalum, ліндерія простерта (Lindernia procumbens), Najas minor peucedanum officinale, любка дволиста (Platanthera bifolia), щавель водяний (Rumex aquaticus), вика виду Vicia narbonensis L. Ще три види — марсилія чотирилиста (Marsilea quadrifolia), сальвінія плаваюча (Salvinia natans), водяний горіх (Trapa natans) є строго захищеними видами відповідно до Бернської конвенції.
На цій території переважають дуб звичайний (Quercus robur) та ясен звичайний (Fraxinus excelsior), поряд з тополею чорною (Populus nigra) та вербою білою (Salix alba). Вони розташовані в основному в невеликому лісовому тілі в районі Сенада і в лісі площею біля 6 тис. га розтягується уздовж річки Муреш вниз за течією від міста Арада до села Семлака.
Найважливішими середовищами в Муреській заплаві є ліси та водно-болотні угіддя. Серед перших це Приберегові змішані ліси, в яких ростуть дуб звичайний (Quercus robur), в'яз гладкий (Ulmus laevis), ясен звичайний (Fraxinus excelsior), ясен вузьколистий (Fraxinus angustifolia).

## Фауна
Основними видами ссавців, що водяться на території парку є олень благородний (Cervus elaphus), вепр (Sus scrofa), лисиця звичайна (Vulpes vulpes), видра річкова (Lutra lutra), вечірниця руда (Nyctalus noctula), ліскулька виду Muscardinius avelanarius, Spermophylus cytelus тощо.
Трапляються понад 200 видів птахів, переважна більшість з яких перебуває під охороною. Деякі з цих видів: підорлик малий (Aquila pomarina), сиворакша (Coracias garrulus), чирянка велика (Anas querquedula), лелека чорний (Ciconia nigra), чапля сіра (Ardea cinerea), чепура мала (Egretta garzetta), ластівка берегова (Riparia riparia), бджолоїдка звичайна (Merops apiaster), жайворонок польовий (Alauda arvensis), орлан-білохвіст (Haliaeetus albicilla), дрізд (Turdus philomenes) тощо.

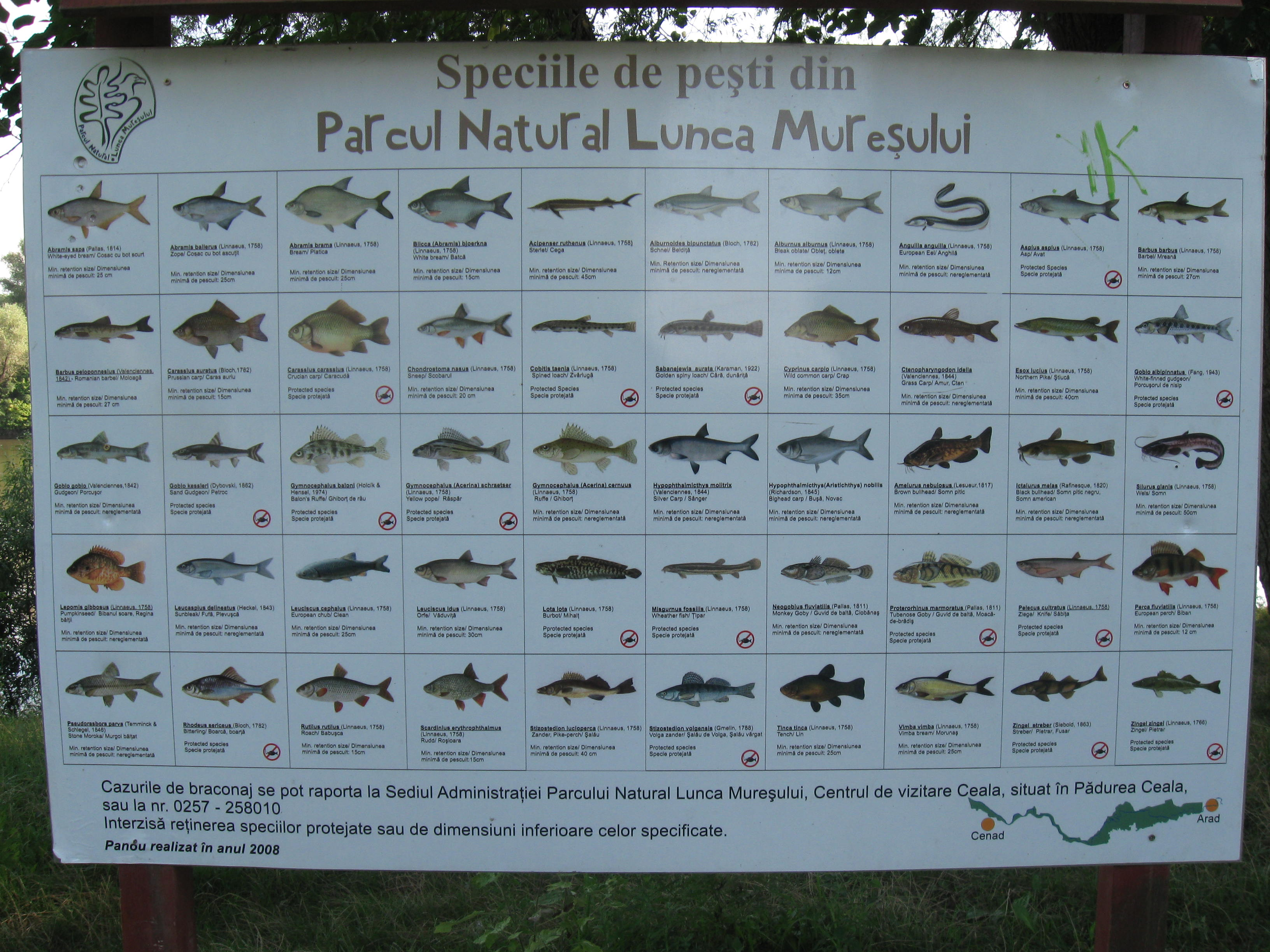
Стенд з інформацією про риб, що водяться у річці Муреш в районі Муреської заплави.

Герпетофауна (амфібії та плазуни) багато представлена завдяки водно-болотному характеру Муреської заплави. Види, такі як райка деревна (Hyla arborea), кумка червоночерева (Bombina bombina), тритон гребінчастий (Triturus cristatus), ящірка прудка (Lacerta agilis), веретільниця ламка (Anguis fragilis), болотна черепаха європейська (Emys orbicularis) часто трапляються в парку.
Район Муреської заплави є найбагатшою частиною річки Муреш з точки зору іхтіофауни. Тут водиться 50 видів риб, поміж яких сом звичайний (Silurus glanis), стерлядь (Acipenser ruthenus), щипавка звичайна (Cobitis taenia), йорж смугастий (Gymnocephalus schraetzer) і в'юн звичайний (Misgurnus fossilis).
В районі природного парку Муреська заплава водиться багато видів безхребетних, серед яких жук-олень (Lucanus cervus), слимак виноградний (Helix pomatia), перловиця виду Unio crassus, бабки видів офіогомфус Цецилія (Ophiogomphus cecila), стрілка прикрашена (Coenagrion ornatum).

## Туризм
У туристичних путівниках відзначається, що парк краще відвідувати на байдарках, які можна взяти в аренду за ціною 2 євро на годину або за 12 євро на день (дані 2016 року).
Монастирі Ходош-Бодрог та Бездін, розташовані на території природного парку, привертають увагу екуменічних подорожників і туристів.